# Marvel Entertainment
Marvel Entertainment — бренд компании The Walt Disney Company, ранее являвшийся компанией, основанной в июне 1998 года в Нью-Йорке в результате слияния Marvel Entertainment Group, Inc. и ToyBiz.
В 2009 году The Walt Disney Company приобрела Marvel Entertainment за 4 миллиарда долларов. Известна своими потребительскими товарами, лицензированием, сериалами, компьютерными играми, комиксами, а также фильмами от студии Marvel Studios и от сторонних студий, в числе которых Sony Pictures и 20th Century Fox.
За прошедшие годы Marvel Entertainment подписала ряд партнёрских отношений с другими компаниями в самых разных сферах деятельности. По состоянию на 2024 год, у Marvel лицензионные соглашения с Sony Pictures (для фильмов о Человеке-пауке) и Universal Pictures (распространение сольных фильмов о Халке), а также лицензионные соглашения с тематическими парками: IMG Worlds of Adventure и Universal Parks & Resorts (для определенных персонажей Marvel в Islands of Adventure и Universal Studios Japan). Помимо контракта с Universal Parks & Resorts, персонажи Marvel также появляются в парках Диснея.
29 марта 2023 года было объявлено об объединении активов Marvel Entertainment, включая Marvel Comics и Marvel Games, в более крупные бизнес-подразделения Disney.

## История

### Marvel Entertainment Group
Marvel Entertainment Group, Inc. была зарегистрирована 2 декабря 1986 года и включала в себя Marvel Comics и Marvel Productions. В том же году он был продан New World Entertainment Ltd в рамках ликвидации Cadence Industries. 6 января 1989 года MacAndrews & Forbes Holdings Рональда Перельмана купила Marvel Entertainment Group у New World за 82,5 миллиона долларов. Сделка не включала Marvel Productions, которая была передана в теле- и киноподразделение New World.
По словам Перельмена «С точки зрения интеллектуальной собственности это мини-Disney. У Disney есть гораздо более узнаваемые персонажи и мягкие персонажи, в то время как наши персонажи называются героями боевиков. Но сейчас мы занимаемся созданием и маркетингом персонажей».

#### Выход на биржу и приобретение
15 июля 1991 года Marvel провела первичное публичное размещение 40 % акций, отдав 40 миллионов долларов от выручки Andrews Group, тогдашней прямой материнской компании Marvel в составе MacAndrews & Forbes Holdings.
В начале 1990-х годов Marvel Entertainment Group начала расширяться за счет приобретений и образования новых подразделений. 24 июля 1992 года Marvel приобрела компанию по продаже торговых карточек Fleer. 30 апреля 1993 года Marvel приобрела 46 % ToyBiz, что дало права Marvel на производство игрушек. Andrews Group назначила Ави Арада из ToyBiz президентом и главным исполнительным директором подразделения Marvel Films.
В 1993—1994 годах были образованы холдинговые компании Marvel Holdings, Inc. и Marvel Parent Holdings, Inc., между Andrews Group и MEG. Компании выпустили облигации на сумму более полумиллиарда долларов под руководством Рональда Перельмана, которые были переданы в качестве дивидендов группе компаний Перельмана. 5 июля 1994 года Marvel приобрела Panini Group, итальянского производителя наклеек; 3 ноября Malibu Comics; в декабре Heroes World Distribution, регионального дистрибьютора магазинов комиксов. 10 марта 1995 года была приобретена компания по продаже торговых карт SkyBox International. Попытка Marvel распространять свою продукцию напрямую, привела к снижению продаж и убыткам, которые Marvel понесла, когда «лопнул пузырь» комиксов. Забастовка Высшей лиги бейсбола 1994 года уничтожила прибыль подразделений Fleer и Panini, чей доход во многом зависел от лицензий Disney, который затруднялся из-за плохих кассовых сборов.

#### Банкротство и Marvel Studios
В конце 1995 года Marvel сообщила о своих первых ежегодных убытках при Рональде Перельмане, которые в основном объяснялись большими размерами компании и сокращающимся рынком.
4 января 1996 года Marvel уволила 275 сотрудников.
В конце 1996 года Перельман предложил план по спасению Marvel, в котором компания объединится с Toy Biz после того, как Перельман потратит 350 миллионов долларов на акции Toy Biz, которыми он еще не владел. Затем он получит недавно выпущенные акции Marvel для сохранения своей 80-процентной доли.
В июле 1996 года Marvel подала заявку в Комиссию по ценным бумагам и биржам с просьбой выделить деньги для создания частной компании под названием Marvel Studios. Большая часть денег на создание Marvel Studios поступила от продажи акций Toy Biz.
27 декабря 1996 года группа компаний Marvel подала заявление о защите от банкротства в соответствии с главой 11 Кодекса США о банкротстве. В это время Карл Айкан, американский бизнесмен и инвестор начал скупать облигации Marvel по цене 20 % от их стоимости и решил заблокировать план Перельмана.
В феврале 1997 года Айкан добился одобрения суда по делам о банкротстве на получение контроля над акциями компании. В июне 1997 года Айкан выиграл право заменить правление Marvel, включая Перельмана.
В декабре 1997 года во время фазы реорганизации после банкротства, Toy Biz пришла к соглашению о покупке Marvel у банков. Суд по делам о банкротстве назначил доверительного управляющего для наблюдения за компанией вместо Айкана. В апреле 1998 года NYSE исключила акции Marvel из списка.
В августе 2008 года бывший глава компании Рональд Перельман заплатил 80 миллионов долларов для урегулирования судебного иска, в котором его обвинили в помощи перевода банкнот на сумму 553,5 миллиона долларов, когда он контролировал компанию.

### Marvel Enterprises

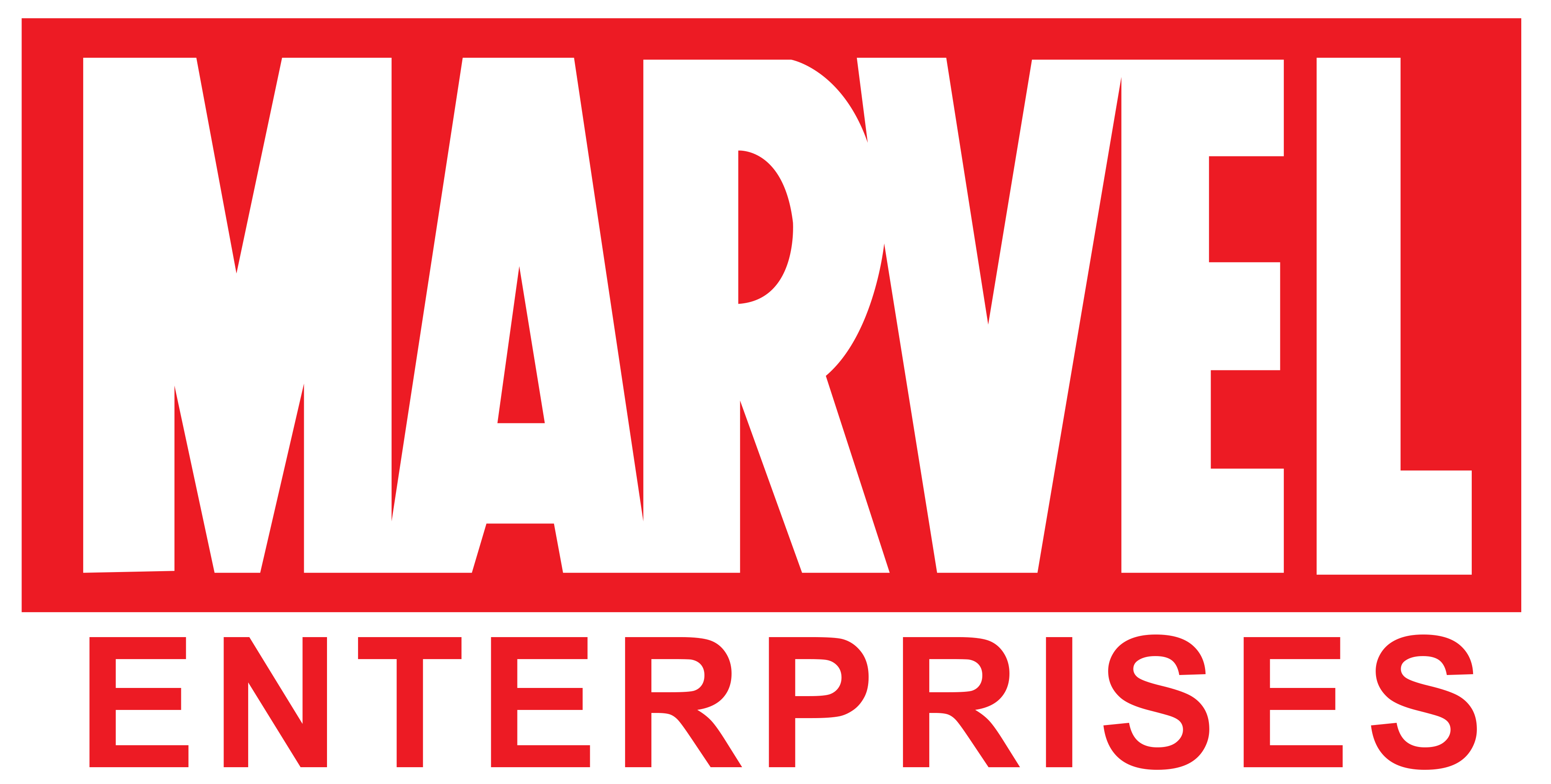
Логотип Marvel Enterprises c 1998 по 2005 года

2 июня 1998 года ToyBiz и Marvel Entertainment Group были объединены в Marvel Enterprises, чтобы вывести компанию из банкротства. В феврале 1999 года Fleer и Skybox были проданы компании, принадлежащей Алексу и Роджеру Грассам, за 30 миллионов долларов.
Позже были оспорены права на таких персонажей, как «Человек-паук». Toy Biz наняла юриста для проверки лицензионного соглашения. Патентный агент Лос-Анджелеса Кэрол Э. Хэндлер нашла юридическую лазейку в лицензировании названия Marvel и добилась восстановления прав на фильм своего персонажа.
Marvel Enterprises организовала основные подразделения: Marvel Studios, Toy Biz, Licensing и Publishing, а в ноябре 1999 года основала Marvel Characters Group для управления интеллектуальной собственностью Marvel и надзора за маркетингом.
В ноябре 2003 года в Лондоне было создано новое подразделение под названием Marvel International под руководством президента Бруно Мальоне, с целью расширения деятельности и присутствия компании на основных зарубежных рынках. В декабре 2003 года Marvel Enterprises приобрела Cover Concepts у Hearst Corporation. В ноябре 2004 года Marvel объединила свой бизнес по лицензированию детской одежды для сна с American Marketing Enterprises, Inc.
В ноябре 2004 года корпорация подала в суд на южнокорейскую компанию NCSoft Corp. и на американскую Cryptic Studios Inc., по поводу возможного нарушения прав на товарный знак в их многопользовательской онлайн-игре City of Heroes. В апреле 2005 года Marvel урегулировала судебный процесс по поводу гонораров за фильмы со своим бывшим главным редактором, издателем и создателем Стэном Ли, заплатив ему 10 миллионов долларов и договорившись о прекращении его гонораров.

### Marvel Entertainment

Логотип Marvel c 2005 по 2012 года

В сентябре 2005 года Marvel Enterprises изменила свое название на Marvel Entertainment, чтобы отразить расширение корпорации в финансировании фильмов по комиксам.
В 2007 году несколько групп, связанных со Stan Lee Media, подали иски против Marvel Entertainment на 1 миллиард долларов, большинство из которых были отклонены. 30 марта 2007 года Гэри Фридрих и Gary Friedrich Enterprises, Inc. подали иск о праве собственности на персонажа «Призрачный гонщик».

#### Дочерняя компания Disney (2009—2023)
31 августа 2009 года компания The Walt Disney Company объявила о сделке по приобретению Marvel Entertainment за 4 миллиарда долларов, при этом акционеры Marvel получат 30 долларов и примерно 0,745 акций Disney за каждую принадлежащую им акцию Marvel. Голосование состоялось 31 декабря 2009 года и слияние было одобрено. Приобретение Marvel было завершено через несколько часов после голосования акционеров, что дало Disney полное руководство над Marvel Entertainment. Компания была исключена из листинга Нью-Йоркской фондовой биржи под своим тикером (MVL) в связи с закрытием сделки.
2 июня 2010 года Marvel объявила, что повысила Джо Кесада до главного креативного директора Marvel Entertainment. В июне 2010 года Marvel создала телевизионное подразделение под названием Marvel Television, возглавляемое Джефом Лоубом в качестве исполнительного вице-президента. Три месяца спустя Smith & Tinker передали Marvel лицензию на права персонажей на цифровую коллекционную игру для Facebook и мобильной платформы Apple. 1 октября 2010 года Marvel переместила свои офисы в апартаменты площадью 60 000 квадратных футов (5600 м2) по адресу 135 W. 50th Street, New York City, New York, в соответствии с девятилетним договором субаренды.
Иск Stan Lee Media против Marvel снова был отклонен в феврале 2011 года.

Логотип Marvel с 2012 по 2024 года

В марте 2013 года Feld Entertainment договорились с Marvel о создании шоу на арене с персонажами Marvel. Marvel также запускала новое веб-шоу о поп-культуре и образе жизни под названием «Earth’s Mightiest Show». 22 августа 2013 года Marvel Entertainment объявили, что они работают с Hero Ventures над The Marvel Experience, представляющий собой интерактивный аттракцион.
В апреле 2014 года Гонконгский Диснейленд объявил о строительстве Iron Man Experience, первого аттракциона Marvel в другом тематическом парке Диснея. Он открылся в 2017 году и был построен на территории парка «Tomorrowland».
16 сентября 2009 года поместье Джека Кирби направило уведомления о прекращении деятельности в Walt Disney Studios, 20th Century Fox, Universal Pictures, Paramount Pictures и Sony Pictures Entertainment, чтобы попытаться получить контроль над различными персонажами Marvel Серебряного века. Marvel стремилась признать эти утверждения недействительными. В середине марта 2010 года имение Кирби «подало в суд на Marvel с требованием прекратить действие авторских прав и получить прибыль от создания комиксов Кирби». В июле 2011 года Окружной суд США Южного округа Нью-Йорка вынес решение в порядке упрощенного производства в пользу Marvel, которое было подтверждено в августе 2013 года Апелляционным судом США второго округа. 21 марта 2014 года имение Кирби подало прошение о пересмотре дела Верховным судом США, но 26 сентября 2014 года было достигнуто соглашение, и семья потребовала, чтобы ходатайство было удовлетворено.
В январе 2017 года президент печатного, анимационного, телевизионного и цифрового подразделений Marvel Worldwide Дэн Бакли, был назначен президентом Marvel Entertainment, добавив к своим текущим обязанностям компьютерные игры, глобальное управление брендом и группы франчайзинга. В октябре 2017 года Рон Ричардс начал работать в Marvel Entertainment в качестве вице-президента и управляющего редактора Marvel New Media. Marvel New Media вышла на новый уровень с разработкой серии подкастов по сценарию «Росомаха: Долгая ночь», анонсированной 5 декабря 2017 года. 22 октября 2019 года Marvel и SiriusXM объявили о многолетнем соглашении на серию подкастов со сценариями и без сценария, а также на тематические прямые трансляции.
В мае 2018 года The Walt Disney Company Australia приобрела восьмилетние права на название стадиона Доклендс у Melbourne Stadiums Limited и выбрала бренд Marvel в качестве части названия. С 1 сентября 2018 года стадион получил коммерческое название Marvel Stadium. На стадионе присутствует розничный магазин Marvel.
В октябре 2019 года президент Marvel Studios Кевин Файги, был назначен главным креативным директором Marvel, курируя все творческие дела в Marvel Entertainment. В рамках этой структуры Marvel Television и Marvel Family Entertainment (анимация) перешли в Marvel Studios, а президент Marvel Entertainment Дэн Бакли отчитывался перед Файги. С объявлением в декабре 2019 года о закрытии Marvel TV в Marvel Studios произошло увольнение руководителей уровня вице-президента и выше на телевидении и анимации под руководством Файги, а также увольнение Брайана Кросби с поста креативного директора Themed Entertainment для Marvel Entertainment.
29 марта 2023 года было объявлено об объединении активов Marvel Entertainment, включая Marvel Comics и Marvel Games, в более крупные бизнес-подразделения Disney.

## Ключевые фигуры

### Руководство
- Кевин Файги (с 2019 — настоящее время) (главный креативный директор)
- Дэн Бакли (январь 2017 — настоящее время) (президент бренда)

### Председатели
- Рональд Перельман (6 января 1989 — 23 октября 1996)
- Скотт Сасса (23 октября 1996 — 20 июня 1997)
- Мортон Гендель (1 октября 1998 — 31 декабря 2009)
- Айзек Перлмуттер (апрель 1993 — март 1995; 1 января 2017 — 30 марта 2023)

### Вице-председатели
- Терри Стюарт (март 1995 — декабрь 1995)
- Айзек Перлмуттер (30 ноября 2001 — 31 декабря 2009)
- Питер Кунео (17 июня 2003 — 31 декабря 2009)

### CEO
- Уильям Бевинс (1991 — 23 октября 1996)
- Скотт Сасса (23 октября 1996 — 20 июня 1997)[60][61]
- Джозеф Каламари (23 июня 1997 — 1 октября 1998)[62]
- Джозеф Ахерн (1 октября 1998 — 25 ноября 1998)
- Эрик Элленбоген (25 ноября 1998 — 20 июля 1999)[63]
- Питер Кунео (20 июля 1999 — 31 декабря 2002)
- Аллен Липсон (1 января 2003 — 31 декабря 2004)
- Айзек Перлмуттер (1 января 2005 — 31 декабря 2016)

### Президенты
- Джим Галтон (1986—1991)
- Терри Стюарт (1992 −1993)
- Рик Ангар (? — ноябрь 1993)
- Ави Арад (ноябрь 1993 — ?)
- Брюс Стейн (? — ноябрь 1994)
- Уильям Бевинс-младший (ноябрь 1994 — ?)
- Терри Стюарт (май 1995)
- Джерри Калабрезе (май 1995 — середина 1996; октябрь 1998 — ноябрь 1998)
- Скотт К. Марден (временно исполняющий обязанности) (середина 1996 — сентябрь 1996)
- Дэвид Шрефф (сентябрь 1996 — ?)
- Джозеф Каламари (? — октябрь 1998)
- Эрик Элленбоген (ноябрь 1998 — июль 1999)
- Питер Кунео (20 июля 1999 — 31 декабря 2002)
- Аллен Липсон (1 января 2003 — 31 декабря 2004)
- Алан Файн (2009—2015)

### Другие
- Билл Джемас (февраль 2000 — октябрь 2010) (президент по издательскому делу и потребительским товарам)
- Бруно Мальоне (ноябрь 2003) (президент Marvel International)
- Джо Кесада (2010—2019) (главный креативный директор); (2019—2022) (креативный директор)

## Активы
- Marvel Games (с 2023 года под руководством Disney Games)
- Marvel Comics (в 2023 году передано подразделению Disney Publishing Worldwide)
  - Marvel Press
- Marvel Brands, LLC
- Marvel Unlimited (сервис цифрового чтения)

Холдинговые компании интеллектуальной собственности
- Iron Works Productions, LLC
- Incredible Productions, LLC
- Marvel Characters, Inc. (компания, владеющая общими правами на всех персонажей комиксов Marvel)
  - MVL Rights, LLC (компания, владеющая правами на экранизацию персонажей Marvel)
  - MVL Film Finance, LLC
- Marvel Characters B.V.
- Marvel International Character Holdings, LLC
- Marvel Property, Inc.
- Marvel Entertainment International Limited
- Marvel Internet Productions, LLC
- Marvel Toys Limited
- MRV, Inc.

### Бывшие
- Marvel Toys (Toy Biz) (1984—2007)
- Marvel Merchandising/Heroes World Distribution Co. (1970—1975/1994-1996)
- Malibu Comics (1994—1997)
- Marvel Books[64]
- Marvel UK (1972—1995)
- Marvel Studios, LLC (1996—2015)[65]
  - Marvel Films Animation (1994—1997)
  - Marvel Film Productions, LLC
  - MVL Development LLC
- Marvel Television, Inc (2010—2019)
  - Marvel Animation, LLC (2008—2019)
    - MLG Productions (2006—2011)[66]
    - Marvel Animation Studios
- Marvel Mania Restaurant (Marvel Restaurant Venture Corp.)
- Marvel Enterprise
  - Marvel Interactive
    - Online Entertainment (Marvel Zone)
    - Software Publishing

  - Fleer Corporation
    - Panini Group: Italian sticker manufacturer

  - SkyBox International
- Marvel Music Groups (1981—1989)
- Marvel Productions (1981—1989)
- Mighty Marvel Music Corporation (1981—1989)
- Spider-Man Merchandising, L.P. (2001—2013)
- Welsh Publishing Group

## Продукция

Логотип, используемый в фильмах с 2018 года

### Фильмы
| Год            | Название                                               | Дистрибьютор            | Производство |
| -------------- | ------------------------------------------------------ | ----------------------- | --- |
| 1998           | Блэйд                                                  | New Line Cinema         | совместно с New Line Cinema, Amen Ra Films, Imaginary Forces                                                                                       |
| 2000           | Люди Икс                                               | 20th Century Fox        | совместно с 20th Century Fox, The Donners' Company, Bad Hat Harry Productions                                                                      |
| 2002           | Блэйд 2                                                | New Line Cinema         | совместно с New Line Cinema, Amen Ra Films, Imaginary Forces                                                                                       |
| 2002           | Человек-паук                                           | Sony Pictures Releasing | совместно с Columbia Pictures, Laura Ziskin Productions                                                                                            |
| 2003           | Сорвиголова                                            | 20th Century Fox        | совместно с Regency Enterprises, New Regency, Horseshoe Bay Productions                                                                            |
| 2003           | Люди Икс 2                                             | 20th Century Fox        | совместно с 20th Century Fox, The Donners' Company, Bad Hat Harry Productions                                                                      |
| 2003           | Халк                                                   | Universal Pictures      | совместно с Universal Pictures, Valhalla Motion Pictures, Good Machine Productions                                                                 |
| 2004           | Каратель                                               | Lions Gate Films        | совместно с Lions Gate Films, Columbia Pictures |
| 2004           | Человек-паук 2                                         | Sony Pictures Releasing | совместно с Columbia Pictures, Laura Ziskin Productions                                                                                            |
| 2004           | Блэйд: Троица                                          | New Line Cinema         | совместно с New Line Cinema, Amen Ra Films, Imaginary Forces                                                                                       |
| 2005           | Электра                                                | 20th Century Fox        | совместно с New Regency Productions, Horseshoe Bay Productions                                                                                     |
| 2005           | Леший                                                  | Lions Gate Films        | совместно с Lions Gate Films, Artisan Entertainment, Fierce Entertainment, Screenland Movieworld                                                   |
| 2005           | Фантастическая четвёрка                                | 20th Century Fox        | совместно с Constantin Film, 1492 Pictures |
| 2006           | Люди Икс: Последняя битва                              | 20th Century Fox        | совместно с 20th Century Fox, The Donners' Company, Dune Entertainment                                                                             |
| 2007           | Призрачный гонщик                                      | Sony Pictures Releasing | совместно с Columbia Pictures, Crystal Sky Pictures, Relativity Media                                                                              |
| 2007           | Человек-паук 3: Враг в отражении                       | Sony Pictures Releasing | совместно с Columbia Pictures, Laura Ziskin Productions                                                                                            |
| 2007           | Фантастическая четвёрка: Вторжение Серебряного сёрфера | 20th Century Fox        | совместно с Constantin Film, 1492 Pictures, Constantin Film, Ingenious Film Partners, Dune Entertainment                                           |
| 2008           | Каратель: Территория войны                             | Lionsgate Films         | совместно с Valhalla Entertainment, MHF Zweite Academy Film, SGF Entertainment Inc.                                                                |
| 2009           | Люди Икс: Начало. Росомаха                             | 20th Century Fox        | совместно с 20th Century Fox, The Donners' Company, Seed Productions                                                                               |
| 2011           | Люди Икс: Первый класс                                 | 20th Century Fox        | совместно с 20th Century Fox, The Donners' Company, Bad Hat Harry Productions                                                                      |
| 2012           | Призрачный гонщик 2                                    | Sony Pictures Releasing | совместно с Columbia Pictures, Crystal Sky Pictures, Hyde Park Entertainment, Imagenation Abu Dhabi                                                |
| 2012           | Новый Человек-паук                                     | Sony Pictures Releasing | совместно с Columbia Pictures, Laura Ziskin Productions, Arad Productions, Inc., Matt Tolmach Productions                                          |
| 2013           | Росомаха: Бессмертный                                  | 20th Century Fox        | совместно с 20th Century Fox, The Donners' Company, TSG Entertainment                                                                              |
| 2014           | Новый Человек-паук. Высокое напряжение                 | Sony Pictures Releasing | совместно с Columbia Pictures, Arad Productions, Inc., Matt Tolmach Productions                                                                    |
| 2014           | Люди Икс: Дни минувшего будущего                       | 20th Century Fox        | совместно с 20th Century Fox, The Donners' Company, Bad Hat Harry Productions                                                                      |
| 2015           | Фантастическая четвёрка                                | 20th Century Fox        | совместно с 20th Century Fox, Constantin Film, Marv Films, Kinberg Genre, Robert Kulzer Productions, Hutch Parker Entertainment, TSG Entertainment |
| 2016           | Дэдпул                                                 | 20th Century Fox        | совместно с 20th Century Fox, Kinberg Genre, The Donners' Company, TSG Entertainment                                                               |
| 2016           | Люди Икс: Апокалипсис                                  | 20th Century Fox        | совместно с 20th Century Fox, The Donners' Company, Bad Hat Harry Productions, TSG Entertainment                                                   |
| 2017           | Логан                                                  | 20th Century Fox        | совместно с 20th Century Fox, The Donners' Company, Kinberg Genre, Hutch Parker Productions, TSG Entertainment                                     |
| 2018           | Дэдпул 2                                               | 20th Century Fox        | совместно с 20th Century Fox, Kinberg Genre, The Donners' Company, TSG Entertainment                                                               |
| 2018           | Веном                                                  | Sony Pictures Releasing | совместно с Columbia Pictures, Tencent Pictures, Pascal Pictures, Arad Productions, Matt Tolmach Productions                                       |
| 2018           | Человек-паук: Через вселенные                          | Sony Pictures Releasing | совместно с Columbia Pictures, Sony Pictures Animation, Pascal Pictures, Arad Productions, Lord Miller Productions                                 |
| 2019           | Люди Икс: Тёмный Феникс                                | 20th Century Fox        | совместно с 20th Century Fox, The Donners' Company, TSG Entertainment                                                                              |
| 2020           | Новые мутанты                                          | 20th Century Studios    | совместно с 20th Century Studios, Genre Films, Sunswept Entertainment                                                                              |
| 2021           | Веном 2                                                | Sony Pictures Releasing | совместно с Columbia Pictures, Tencent Pictures, Pascal Pictures, Arad Productions, Matt Tolmach Productions                                       |
| 2022           | Морбиус                                                | Sony Pictures Releasing | совместно с Columbia Pictures, Arad Productions, Matt Tolmach Productions                                                                          |
| 2023           | Человек-паук: Паутина вселенных                        | Sony Pictures Releasing | совместно с Columbia Pictures, Sony Pictures Animation, Pascal Pictures, Lord Miller Productions                                                   |
| 2024           | Мадам Паутина                                          | Sony Pictures Releasing | совместно с Columbia Pictures, Di Bonaventura Pictures, TSG Entertainment                                                                          |
| 2024           | Веном: Последний танец                                 | Sony Pictures Releasing | совместно с Columbia Pictures, Arad Productions, Pascal Pictures, TSG Entertainment                                                                |
| Будущие фильмы |                                                        |                         | |
| 2024           | Крейвен-охотник                                        | Sony Pictures Releasing | совместно с Columbia Pictures |
| 2024           | Человек-паук: За пределами вселенных                   | Sony Pictures Releasing | совместно с Columbia Pictures, Sony Pictures Animation, Pascal Pictures, Lord Miller Productions                                                   |

### Сериалы
| Год  | Название | Дистрибютор                          | Производство                                  | Телеканал(ы) |
| ---- | -------- | ------------------------------------ | --------------------------------------------- | ------------ |
| 2006 | Блэйд    | Warner Bros. Television Distribution | совместно с Phantom Four, New Line Television | Spike        |

### Анимационные сериалы
| Год       | Название                         | Дистрибьютор                     | Производство                                                                                      | Телеканал(ы)      |
| --------- | -------------------------------- | -------------------------------- | ------------------------------------------------------------------------------------------------- | ----------------- |
| 2003      | Человек-паук                     | Sony Pictures Television         | совместно с Sony Pictures Television, Mainframe Entertainment, Adelaide Productions               | MTV               |
| 2008-2009 | Новые приключения Человека-паука | Sony Pictures Television         | совместно с Sony Pictures Television, Culver Entertainment, Adelaide Productions                  | The CW. Disney XD |
| 2009      | Росомаха и Люди Икс              | Lionsgate Television             | совместно с Toonz First Serve (Toonz Animation India & First Serve International), Marvel Studios | CBBC, Nicktoons   |
| 2010-2011 | Marvel Anime                     | Sony Pictures Home Entertainment | совместно с Madhouse                                                                              | Animax, G4        |
| 2014-2015 | Мстители: Дисковые войны         | Sony Pictures Home Entertainment | совместно с Toei Animation, The Walt Disney Company Japan                                         | TXN, Disney XD    |
| 2017-2018 | Мстители будущего                | Sony Pictures Home Entertainment | совместно с Madhouse, The Walt Disney Company Japan                                               | Dlife             |